# Takács Ádám (lelkész)
Takács Ádám (Neszmély, 1733.– Gyón, 1797. április 16.) református lelkész, prédikátor, Takács Éva írónő apja, Karacs Teréz nagyapja, Besnyei György unokája.

## Élete
Az 1694. szeptember 10-én armálist szerzett nemes Takács másképp Deák családnak a sarja. Takács Ádám a Dunántúl Neszmélyen született. Szülei nemes földbirtokosok voltak; a Neszmélyen lakó nemes Takács család 1733-ban a nemesi származását az 1694. szeptember 10-én szerzett armális alapján igazolta. Takács Ádám kitűnő tanuló lévén szülei papi pályára szánták és ezért Debrecenbe küldték a főiskolára, hogy ott alaposan elkészülhessen a lelkészi pályára. Debrecenben tanult, ahol 1750. április 23-án togátus diákként a felső osztályba lépett; 1762 tavaszán főiskolai senior volt. Előbb Gerjenben, majd 1767 őszétől Alsónyéken, 1773 tavaszától Rákospalotán, 1783. december 3-ától Vácon, végül 1788 áprilisában Gyónban volt lelkész, ahol haláláig szolgált.

## Családja
Feleségével, Bessenyei Évával boldog házasságban éltek, és nem kevesebb, mint tizenhárom gyereket neveltek. Bessenyei Éva régi nemesi, tudományokkal foglalkozó családból származott, nagyapja nagymegyeri Besnyei György (1675-1749), a bibliafordító esperes-lelkipásztor. Édesapja pedig a hasonlóan nagy tudású Bessenyei György, a híres Beleznay Miklós (1723-1787) tábornok udvari papja, aki Bugyi községben 1746-tól 1762-ig a falu lelkészeként és tanítójaként szolgált, ahol akkor Beleznay lakott. A tábornok felesége, a nagy műveltségű Podmaniczky Anna-Mária (1726-1803) bárónő jelentős hatást gyakorolt Bessenyei Éva neveltetésére. Beleznay Miklós 1784-ben anyagilag támogatta a „Kis Vátzi prédikátor” könyvkiadását.  
Bessenyei Éva úrnőtől született 1779-ben Rákospalotán lánya, Takáts Éva írónő, Karacs Ferenc rézmetsző neje, az első magyar nőjogi publicista.

## Munkái
- A keresztyéni inneplésről kérdések és feleletek által való együgyű tanitás... Hozzá adatott a szentirásnak könyveiről-való oktatás. Ford. Vácz, 1782
- Azokkal való vetélkedés, a kik minden vallást jónak tartanak: és mind egynek tartják, akár melly valláson légyen az ember. A mellyet deák nyelven irt Pictet Benedek, ...magyarra fordított. Pest, 1784
- Feleségének halálán kesergő keresztyén férj-fiúnak lelki pásztori vigasztaltatása. A melly franczia nyelven készíttetett Drelincourt Károly által. Mostan pedig német nyelvből magyarra ford. Vácz, 1786 (Uj Kiadás. Pest, 1788)
- Ollyan édes anyának lelki pásztori vigasztalása, a ki azon kesereg, hogy az ő kisdedje a szent keresztség nélkül holt-meg. A melly-is franczia nyelven készíttetett Drelincourt Károly által. Mostan pedig német nyelvből magyarra ford. Hely n., 1788
- Halotti huszonöt prédikácziók, a mellyeket öszve-szedett és a T. N. és V. Szilassy László... költségével kiadott. Pest és Pozsony, 1790-1796. Hat darab. (I. Pest, 1790., II-IV. Pozsony és Pest, 1792., 1794-1796., I. és II. Darab. 2. kiadás. Pozsony és Pest, 1795, 1800. Patzkó Ferencz Ágoston kiadó a szerzőnek honoráriumul ezen munkából 200 darabot adott)
- Gotthóldnak külömb-külömbféle dolgokról és alkalmatosságokról vétetett kegyes elmélkedései, mellyeket német nyelven kiadott Skrifer Krisztián, magyarra ford. Pozsony, 1796
- Nagy karácsoni, kis karácsoni, nagy pénteki, husvéti, áldozó csütörtöki és pünkösdi prédikácziók... Pozsony és Pest, 1797